# Chloé Calmon
Chloé Mortola Calmon Nogueira da Gama (Rio de Janeiro, 11 de outubro de 1994) é uma surfista brasileira. É dona de duas medalhas em Jogos Pan-Americanos.

## Biografia
Chloé começou a surfar aos 11 anos por incentivo do pai, o também surfista Miguel Calmon. Ainda jovem, aos 14 anos, passou a se consolidar no longboard.
Em 2016, Chloé foi vice-campeã mundial de longboard, em competição realizada na China. O feito foi repetido em 2017.
Nos Jogos Pan-Americanos de 2019, no Peru, Chloé conquistou a medalha de ouro na disputa do longboard. Em novembro do mesmo ano, sagrou-se campeã sul-americana da modalidade, em Maresias, no município de São Sebastião, em São Paulo. Já em dezembro, ficou atrás da havaiana Honolua Blonfield no campeonato mundial de longboard.
Em 2022, foi campeã do PASA Games, o campeonato pan-americano da modalidade. Também venceu o Circuito Brasileiro de Longboard, se sagrando campeã nacional após a etapa de Jericoacoara.
Repetiu o desempenho no PASA Games de 2023, sendo novamente campeã. No mesmo ano, foi campeã sul-americana de lonbgboard.
Disputou os Jogos Pan-Americanos de 2023, em Santiago, no Chile. Conquistou a medalha de prata na competição feminina de longboard.